# Andrean
Andrean is een historisch Frans motorfietsmerk.
De Franse Andrean-motorfiets die in 1924 was ontworpen had een zeer bijzondere viertaktmotor.
Het was een kopklepmotor waarvan de cilinder versprongen ten opzichte van de krukas stond. De verbinding tussen zuiger en krukas bestond uit een gedeelde drijfstang of eigenlijk uit een grote en twee kleine drijfstangen.
Daardoor ontstond een zeer bijzondere zuigerbeweging. Aan het begin van de inlaatslag stond de zuiger helemaal bovenin, zonder een verbrandingsruimte vrij te laten. Als de zuiger in het onderste dode punt stond, begon de compressieslag, maar daarbij ging de zuiger tot een tweede bovenste dode punt, waarbij wel een verbrandingsruimte vrij bleef. Bij de arbeidsslag ging de zuiger naar een tweede onderste dode punt, dat ver onder het eerste lag. Aan het einde hiervan maakte de zuiger een uitlaatpoort vrij, waardoor de verbrande gassen werden afgevoerd. De zuiger ging hierna weer naar zijn eerste bovenste dode punt.
Volgens Andrean werd de zuigerbeweging door een arbeidsslag, die bijna 2½ maal langer was dan de inlaatslag, beter benut, terwijl het gebruik van de uitlaatpoort de gassen beter afvoerde. Desondanks werd zijn motorfiets geen succes. De machine mat 225 cc en leverde 10 pk.